# Cratere Kulla
Kulla è un cratere sulla superficie di Ganimede.